# Маркиз де Майрена

Герб муниципалитета Майрена-дель-Алькор, провинция Севилья, автономное сообщество Андалусия

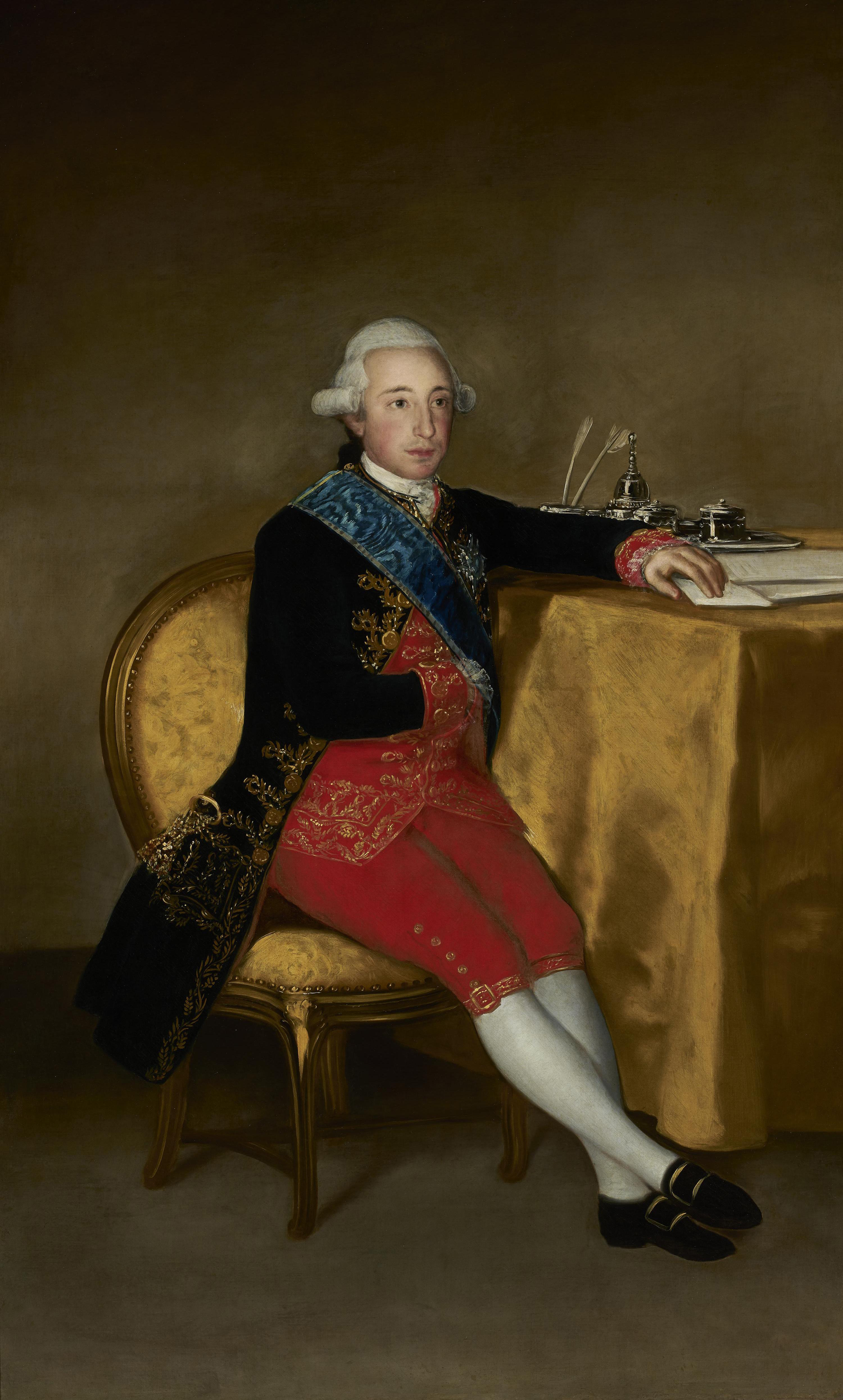
Висенте Хоакин Осорио де Москосо и Гусман (1756—1816), 8-й маркиз де Майрена

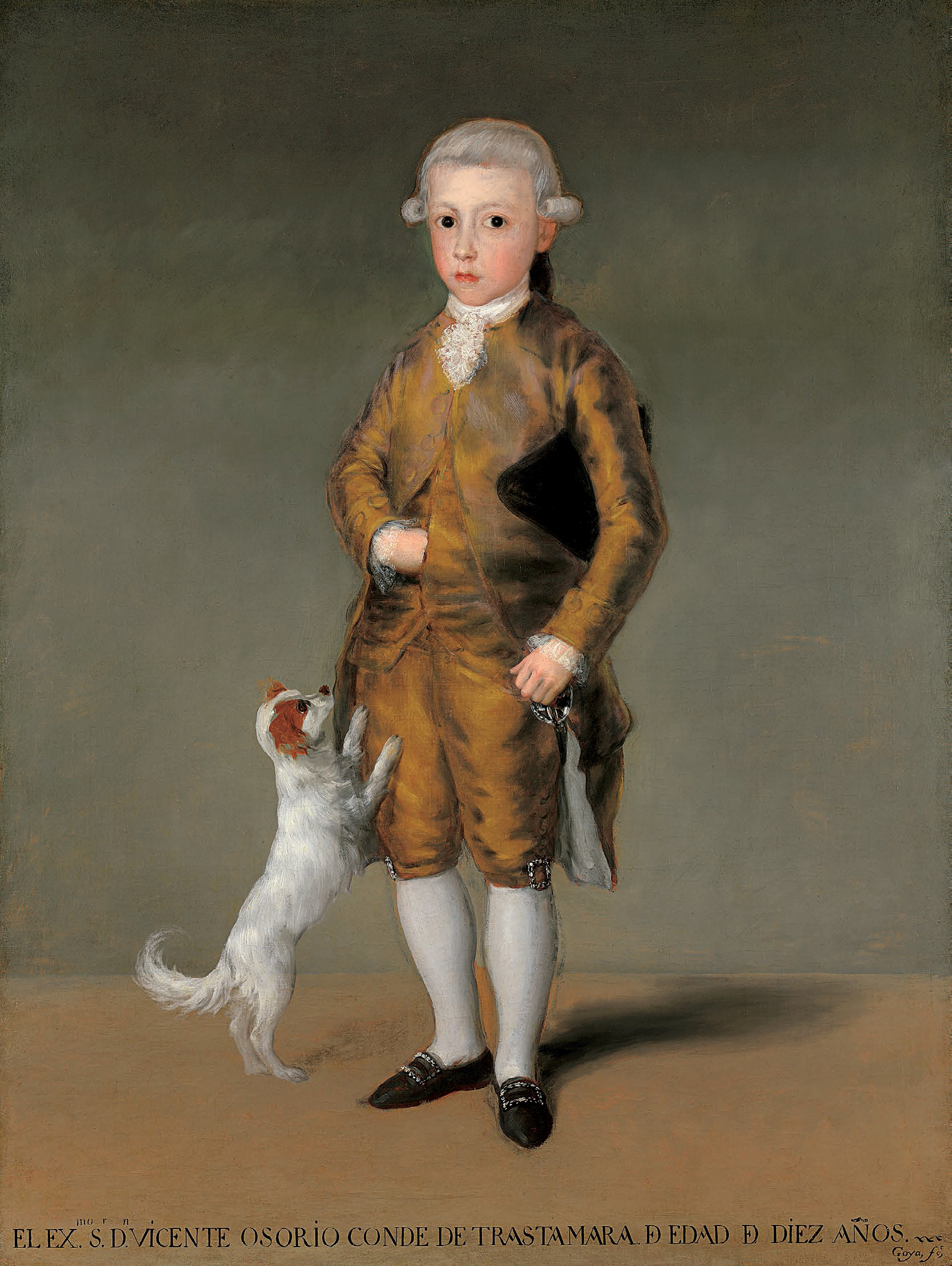
Висенте Изабель Осорио де Москосо и Альварес де Толедо (1777—1837), 9-й маркиз де Майрена

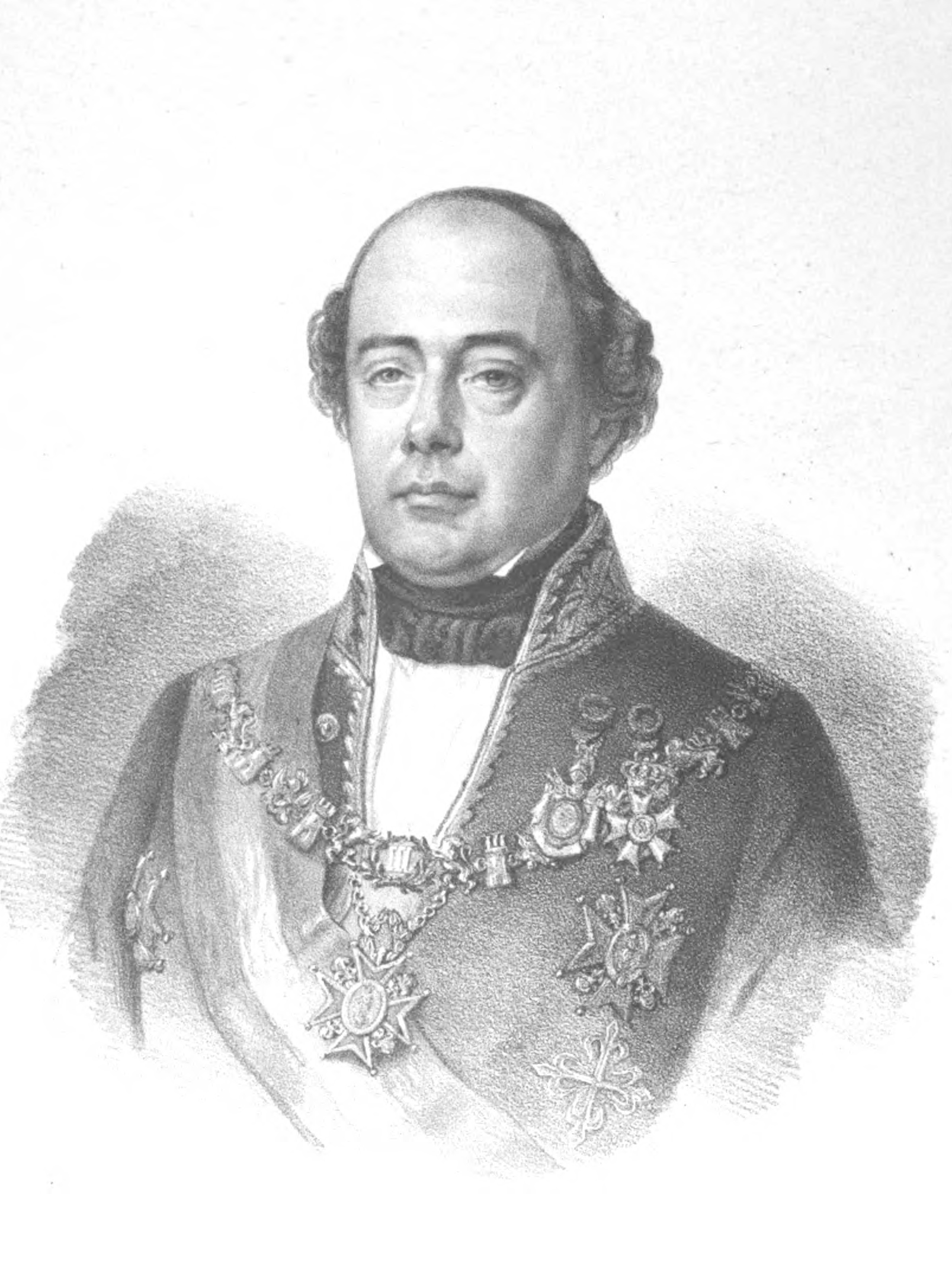
Висенте Пио Осорио де Москосо и Понсе де Леон (1801—1864), 14-й граф де Альтамира, 10-й маркиз де Майрена

Маркиз де Майрена — испанский дворянский титул. Он был создан 10 октября 1642 года королем Испании Филиппом IV для Энрике Фелипе де Гусмана (1613—1646), незаконнорожденного сына 1-го графа-герцога Оливареса, позднее 2-го герцога де Санлукар-ла-Майор.
Название маркизата происходит от названия муниципалитета Майрена-дель-Алькор, провинция Севилья, автономное сообщество Андалусия.
Маркизат был восстановлен в 1915 году королем Испании Альфонсо XIII для Марии Изабель Осорио де Москосо и Лопес (1893 — ?), 2-й графини де Кардона, 14-й графини де Арзаркольяр, которая стала 10-й маркизой де Майрена.
Город Майрена-дель-Алькор, первоначально называвшийся Майрена, был отвоеван у мусульман королем Кастилии Альфонсо XI. 20 ноября 1342 года вилла Майрена была передана во владение Педро Пересу Понсе де Леону, 5-му сеньору де Марчена, в награду за его помощь во время взятия Альхесираса. Майрена-дель-Алькор до 1836 года принадлежала дому Аркос.

## Маркизы де Майрена
- Энрике Фелипе де Гусман (1613 — 13 июня 1646), 1-й маркиз де Майрена, 2-й граф-герцог де Оливарес. Внебрачный сын Гаспар де Гусмана (1587—1645), 1-го графа-герцога де Оливареса, и Изабель де Анверса.
  - Супруга — Хуана де Веласко, дочь Бернардино Фернандеса де Веласко.

- Гаспар Фелипе дле Гусман и Фернандес де Веласко (1646—1648), 2-й маркиз де Майрена, единственный сын предыдущего и Хуаны Веласко де Товар.

- Гаспар Месия и Гусман (? — 1666), 3-й маркиз де Майрена, 2-й маркиз де Леганес. Старший сын Диего Мексии Фелипеса де Гусмана и Давилы (ок. 1580—1655), 1-го маркиза де Леганеса, и Полиссены Спинолы и Дория. Ему наследовал его сын:

- Диего Месия и Гусман (? — 28 февраля 1711), 4-й маркиз де Майрена, 3-й маркиз де Леганес, 2-й маркиз де Мората-де-ла-Вега.
  - Супруга — кузина Франсиска де Рохас и Кордова, 6-я маркиза де Поса, дочь Франсиско де Кордовы и Хуаны де Кордовы и Рохас, 5-й маркизы де Поса. Ему наследовал:

- Антонио Гаспар Осорио де Москосо и Арагон (1689—1725), 5-й маркиз де Майрена, 5-й герцог де Санлукар-ла-Майор, 9-й граф де Альтамира.
  - Супруга — Анна Николаса де Гусман и Кордова Осорио Давила (? — 1762), 4-я герцогиня де Атриско, 7-я маркиза де Велада, 5-я маркиза де ла Вилья-де-Сан-Роман, 13-я маркиза де Асторга, 6-я маркиза де Вильяманрике, 8-я маркиза де Аямонте, 14-я графиня де Трастамара, 6-я графиня де Сальтес, 5-я графиня де Ньева, 12-я графиня де Санта-Мария-де-Ортигейра, графиня де Вильялобос. Ему наследовал их сын:

- Вентура Осорио де Москосо и Гусман Давила и Арагон (1707 — 29 марта 1746), 6-й маркиз де Майрена, 5-й маркиз де Леганес, 6-й герцог де Санлукар-ла-Майор, 6-й герцог де Медина-де-лас-Торрес, 14-й маркиз де Асторга, 8-й маркиз де Альмасан, 9-й маркиз де Поса, 4-й маркиз де Мората-де-ла-Вега, 10-й маркиз де Аямонте, 6-й маркиз де ла Вилья-де-Сан-Роман, 7-й маркиз де Вильяманрике, 4-й маркиз де Монастерио, 8-й маркиз де Велада, 13-й граф де Монтеагудо, 10-й граф де Альтамира, 8-й граф де Лодоса, 14-й граф де Трастамара, 8-й граф де Сальтес, 16-й граф де Ньева и 15-й граф де Санта-Марта-де-Ортигейра.
  - Супруга — Буэнавентура Франсиска Фернандес де Кордова Фольк де Кардона Рекесенс и де Арагон (1712—1768), 11-я герцогиня де Сесса, 11-я герцогиня де Терранова, 11-я герцогиня де Сантанджело, 10-я герцогиня де Андриа, 9-я герцогиня де Баэна, 15-я графиня де Кабра, 16-я графиня де Паламос, 10-я графиня де Оливето, 16-я графиня де Тривенто, 25-я баронесса де Бельпуч, 10-я баронесса де Калонже, баронесса де Линьола и 15-я виконтесса де Иснахар. Ему наследовал их сын:

- Вентура Осорио де Москосо и Фернандес де Кордова (1731 — 6 января 1776), 7-й маркиз де Майрена, 6-й маркиз де Леганес, 5-й герцог де Атриско, 15-й маркиз де Асторга, 16-й граф де Кабра, 7-й герцог де Санлукар-ла-Майор, 7-й герцог де Медина-де-лас-Торрес, 12-й герцог де Сесса, 9-й герцог де Баэна, 10-й герцог де Сома, 9-й маркиз де Велада, 10-й граф де Альтамира, 9-й маркиз де Альмасан, 10-й маркиз де Поса, 5-й маркиз де Мората-де-ла-Вега, 13-й маркиз де Аямонте, 7-й маркиз де Сан-Роман, 8-й маркиз де Вильяманрике, 5-й маркиз де Монастерио, 14-й граф де Монтеагудо, 9-й граф де Лодоса, 17-й граф де Ньева, 8-й граф де Сальтес, 15-й граф де Трастамара, 16-й граф де Санта-Марта-де-Ортигейра, 17-й граф де Паламос, 11-й граф де Оливето, 17-й граф де Авеллино, 17-й граф ди Тривенто, 14-й виконт де Иснахар, 26-й барон де Бельпуч, 11-й барон де Калонже и де Линьола.
  - Супруга — Мария де ла Консепсьон де Гусман и Фернандес де Кордова (1730—1776), дочь Хосе де Гусмана и Гевары, 6-го маркиза де Монтеалегре, 6-го маркиза де Кинтан-дель-Марко, графа де Кастронуэво, графа де лос Аркос, 12-го графа де Оньяте, графа де Вильямедьяна, маркиза де Кампо-Реаль, маркиза де Гевары, и Марии Феличе Фернандес де Кордовы и Спинолы, дочери Николаса Марии Фернандеса де Кордовы и Фигероа, 10-го герцога де Мединасели и 9-го маркиза де Прьего. Ему наследовал их сын:

- Висенте Хоакин Осорио де Москосо и Гусман (17 января 1756 — 26 августа 1816), 8-й маркиз де Майрена, 7-й маркиз де Леганес, 6-й герцог де Атриско, 11-й граф де Альтамира, 8-й герцог де Санлукар-ла-Майор, 8-й герцог де Медина-де-лас-Торрес, 11-й герцог де Баэна, 14-й герцог де Сесса, 12-й герцог де Сома, 15-й герцог де Македа, 16-й маркиз де Асторга, 10-й маркиз де Велада, 14-й маркиз де Аямонте, 11-й маркиз де Поса, 9-й маркиз де Вильяманрике, 8-й маркиз де ла Вилья-де-Сан-Роман, 10-й маркиз де Альмасан, 6-й маркиз де Мората-де-ла-Вега, 16-й маркиз де Эльче, 6-й маркиз де Монастерио, 18-й граф де Паламос, 10-й граф де Лодоса, 17-й граф де Санта-Марта-де-Ортигейра, 16-й граф де Трастамара, 17-й граф де Кабра, 15-й граф де Монтеагудо, 17-й граф де Вильялобос, 18-й граф де Ньева, 9-й граф де Сальтес, 27-й барон де Бельпуч, 15-й виконт де Иснахар.
  - Супруга — Мария Игнасия Альварес де Толедо и Гонзага Караччоло (1757—1795), дочь Антонио Марии Хосе Альвареса де Толедо и Переса де Гусмана, 10-го маркиза де Вильяфранка и де лос Велес, и Марии Антонии Доротеи Синфоросы Гонзага и Караччоло.
  - Супруга — Мария Магдалена Фернандес де Кордова и Понсе де Леон (1780—1830), дочь Хоакина Фернандеса де Кордовы, 3-го маркиза де ла Пуэбла-де-лос-Инфантес, и Бригиды Магдалены Понсе де Леон и Давилы. Ему наследовал его сын от первого брака:

- Висенте Изабель Осорио де Москосо и Альварес де Толедо (19 ноября 1777 — 31 августа 1837), 9-й маркиз де Майрена, 8-й маркиз де Леганес, 7-й герцог де Атриско, 10-й герцог де Санлукар-ла-Майор, 9-й герцог де Медина-де-лас-Торрес, 15-й герцог де Сесса, 13-й герцог де Сома, 16-й герцог де Македа, 12-й герцог де Баэна, 17-й маркиз де Асторга, 11-й маркиз де Велада, 15-й маркиз де Аямонте, 10-й маркиз де Вильяманрике, 12-й маркиз де Поса, 7-й маркиз де Мората-де-ла-Вега, 7-й маркиз де Монастерио, 17-й маркиз де Эльче, 9-й ла Вилья-де-Сан-Роман, 11-й маркиз де Альмасан, 18-й граф де Кабра, 19-й граф де Паламос, 18-й граф де Вильялобос, 10-й граф де Сальтес, 16-й виконт де Иснахар.
  - Супруга — Мария дель Кармен Понсе де Леон и Карвахаль (1780—1813), 9-я маркиза де Кастромонте, 5-я герцогиня де Монтемар, 9-я графиня де Гарсиэс, дочь Антонио Марии Понс де Леона Давилы и Каррильо де Альборноса, 4-го герцога де Монтемар, 8-го маркиза де Кастромонте, 5-го графа де Валермосо, 4-го графа де Гарсиэс, и Марии дель Буэн Консехо Карвахаль и Гонзага, дочери Мануэля Бернардино де Карвахаля и Суньиги, 6-го герцога де Абрантес, 5-го герцога де Линарес. Ему наследовал их сын:

- Висенте Пио Осорио де Москосо и Понсе де Леон (22 июля 1801 — 22 февраля 1864), 10-й маркиз де Майрена, 9-й маркиз де Леганес, 8-й герцог де Атриско, 11-й герцог де Салукар-ла-Майор, 10-й герцог де Медина-де-лас-Торрес, 16-й герцог де Сесса, 14-й герцог де Сома, 13-й герцог де Баэна, 17-й герцог де Македа, 6-й герцог де Монтемар, 18-й маркиз де Асторга, 12-й маркиз де Велада, 9-й маркиз де Кастромонте, 16-й маркиз де Аямонте, 11-й маркиз де Вильяманрике, 10-й маркиз де ла Вилья-де-Сан-Роман, 12-й маркиз де Альмасан, 13-й маркиз де Поса, 8-й маркиз де Мората-де-ла-Вега, 18-й маркиз де Эльче, 8-й маркиз де Монастерио, 12-й маркиз де Монтемайор, 10-й маркиз дель Агила, 10-й граф де Паламос, 12-й граф де Лодоса, 19-й граф де Вильялобос, 19-й граф де Ньева, 11-й граф де Сальтес, 10-й граф де Гарсиэс, 6-й граф де Валермосо, граф де Кастильяна, 16-й граф де Монтеагудо, 14-й граф де Альтамира, 19-й граф де Кабра, граф де Трастамара, граф де Санта-Марта, 17-й виконт де Иснахар, барон де Бельпуч, граф ди Оливето.
  - Супруга — Мария Луиза де Карвахаль и де Керальт (1804—1843), дочь Хосе Мигеля де Карвахаля Варгаса и Манрике де Лара, 2-го герцога де Сан-Карлос, вице-короля Наварры, и Марии Эулалии де Керальт и Сильвы.

- Мария Изабель Осорио де Москосо и Лопес (27 апреля 1893 — ?), 11-я маркиза де Майрена, 14-я графиня де Арзаркольяр.

- Рафаэль де ла Сьерва и Осорио де Москосо (18 октября 1927 — 25 мая 2009), 12-й маркиз де Майрена, 15-й граф де Арзаркольяр. Сын Антонио Пласидо де ла Сьервы и Левиты, 2-го графа де Бальобар, и Марии Рафаэлы Осорио де Москосо и Лопес, 3-й герцогини де Терранова. Ему наследовал его сын:

- Рафаэль де ла Сьерва и Гарсия-Бермудес (род. 1 декабря 1954), 13-й маркиз де Майрена.